# Комуністична партія Нідерландів
Комуністична партія Нідерландів (нід. Communistische Partij Nederland, CPN) — нідерландська ліва політична партія у 1909—1991 роках. Є одним із попередників партії Зелені ліві.

## Історія

### Газета «De Tribune»: 1907
У 1907 році лідери лівого крила Соціал-демократичної робітничої партії Нідерландів Ян Корнеліс Сетон, Давид Вайнкоп, Герман Гортер, Антон Паннекук і Генрієта Роланд-Гольст заснували журнал «De Tribune» (Трибуна), в якому критикували партійне керівництво. Трібуністи були орієнтовані на ортодоксальний марксизм і були прихильниками пролетарської революції. У свою чергу, тодішні лідери соціал-демократів звинувачувалися в реформізму та орієнтації на парламентську діяльність. На партійному з'їзді в Девентер в 1908 році керівництво соціал-демократичної зажадало припинити публікації в «De Tribune» під загрозою виключення його редакції з партійних рядів. У наступному році трібуністи були виключені з СДРПН і заснували Соціал-демократичну партію (СДП, Sociaal Democratische Partij).
У 1910-ті роки між СДРП і СДП йшла боротьба, що посилилася в 1914 році. Тоді як трібуністи виступили проти світової війни, керівництво «старої» соціал-демократичної партії проголосила «громадянський мир», а парламентська фракція СДРП голосувала за військові кредити. Члени СДП взяли участь у роботі Циммервальдськой лівій - міжнародного об'єднання соціал-демократів-інтернаціоналістів. Зокрема, Антон Паннекук брав участь у виданні журналу «Vorbote» («Провісник»), друкованого органу ціммервальдців. У 1917 році ліві соціал-демократи підтримали Жовтневу революцію.
У 1917 році СДП брала участь у парламентських виборах, однак не отримала жодного місця. На виборах 1918 партію підтримує 2,3% виборців, і вона отримує 2 місця у Другій палаті Генеральних штатів. У парламенті СДП формує революційну фракцію з участю одного депутата від Ліги християнських соціалістів (ЛХС) і одного від Соціалістичної партії. У 1919 році депутат від ЛХС вступив в СДП, а депутат від Соцпартії вийшов з революційної фракції.

### Вступ до Комінтерну: 1919
У квітні 1919 року партія приймає рішення про приєднання до Комуністичного інтернаціоналу. Незадовго до цього, у листопаді 1918 року, вона приймає назву Комуністичної партії Голландії (КПГ, Communistische Partij van Holland).
У 1920 році між лідерами КПГ Антоном Паннекук і Германом Гортером, з одного боку, і Леніним, з іншого, проходить дискусія про тактику революційних організацій. Дискусія знайшла своє вираження в статтях, зокрема: «Дитяча хвороба лівизни в комунізмі» Леніна та «Світова революція і комуністична тактика» Паннекук. Прихильники Паннекук і Гортера («комуністи рад») у тому ж, 1920, році виходять з КПГ.
На виборах 1922 КПГ отримує 2 місця в парламенті (1,8% голосів). Одним з кандидатів, що не потрапили до парламенту був Тан Малака - перший представник Голландської Ост-Індії, який балотувався на подібну посаду в метрополії. Вибори 1925 приносять компартії 1 місце (1,2% голосів).
Середина 1920-х років була відзначена для партії безліччю внутрішніх конфліктів. Ці події збіглися у часі з боротьбою між Троцьким і Сталіним в РКП(б). Ще в 1924 році Жак де Кадт зі своїми строннікамі вийшли з компартії, створивши Лігу комуністичної боротьби - Пропагандистські клуби (Bond van Kommunistische Strijd - en Propagandaclubs). Перед виборами 1925 Давид Вайнкоп був замінений на посаді голови партії Луїсом де Віссер. Вайнкоп, Хенк Снеевліт та інші лідери компартії, в основному, виступали на боці Троцького, були з неї виключені. Снеевліт заснував Революційний соціалістичний союз, перетворена потім в Революційну соціалістичну партію (РСП). У 1926 році з компартії була виключена вся Роттердамська осередок. Численні відколи від компартії послужили основою для формування Комуністичної партії Голландії - Центрального комітету (КПГ-ЦК) на чолі з Вайнкоп.
Всі три партії, РСП, КПГ-ЦК і сталіністська КПГ (діяла тепер під ім'ям КПГ, голландська секція Комуністичного інтернаціоналу) брали участь у загальних виборах 1929 року. Кожна з компартій отримала по одному місцю в парламенті, РСП не отримала жодного. У 1930 році відбувається возз'єднання КПН і більшості членів КПГ-ЦК.

### Заколот на кораблі «De Zeven Provinciën»: 1933
Після заколоту на військовому кораблі «De Zeven Provinciën» (Сім провінцій) в лютому 1933 року тема незалежності Голландської Ост-Індії стала однією з головних на загальних виборах у тому ж році. Цей корабель ніс службу в тому регіоні, і його склад був змішаного голландського і індонезійського походження. Частина команди підняла заколот і захопила контроль над кораблем, коли судно перебувало у північно-західній частині Суматра. Взявши керування на себе, команда направила корабель південніше вздовж узбережжя Суматри.
Через шість днів, під час яких бунтівники залишалися безконтрольними, голландський міністр оборони Декерс (Laurentius Nicolaas Deckers) дав санкцію на атаку за допомогою військової авіації. Одна з бомб потрапила в судно, в результаті чого загинуло двадцять три бунтівника. Після цього інші бунтівники відразу здалися. У запеклих суперечки, що почалися негайно після авіаудару, стверджувалося, що завданням було лише залякати повсталу команду, а сталася загибель моряків було ненавмисним.
Мотиви заколоту перебували в центрі обговорень тодішнього громадської думки. Голландські історики досі ведуть дискусію про його першопричини. Деякі дослідники, такі як Луї де Йонг, вважають, що серед команди діяла активна комуністична осередок. Разом з тим, інший дослідник Ханс Блом стверджує, що заколот був, в основному, спонтанним і не запланованим, і виник в результаті протесту проти скорочення оплати і поганих умов праці. Професор Петер Боомгаард пов'язує заколот з досить високим рівнем соціальних хвилювань і страйків в Голландській Ост-Індії протягом періоду 1932-1934 років, які колоніальні власті намагалися придушити за допомогою сили.
На політичне життя Нідерландів заколот надав серйозний вплив. Історик Луї де Йонг розглядав його як одне з найзначніших подій в Голландії в 1930-ті роки. Вищезгаданий Ханс Блом зазначає, що основний ефект інциденту полягав у тому, щоб викликати суспільний зрушення вправо, чітко проявився в ході загальних виборів, що проходили через два місяці тому, — у квітні 1933 року. Влада приступили до ліквідації соціал-демократичного впливу серед військово-морських профспілок і цивільних службовців. Ці дії влади були підтримані офіцерським корпусом, відзначає Блом, а також переважно пробуржуазними (Burgerlijk) суспільно-політичними групами в країні, — кальвіністами, католиками і лібералами.
На минулих у квітні виборах соціал-демократи втратили 2 місця в парламенті. Зате Антиреволюційна партія придбала 2 місця і її лідер Хендрікус Колійн зайняв у травні 1933 року посаду прем'єр-міністра. У зв'язку з заколотом зросла популярність таких організацій, як Альянс за національне відродження (Verbond voor Nationaal Herstel), який отримав підтримку 30 тисяч виборців і 1 депутатське крісло, і Націонал-соціалістичний рух на чолі з Антоном Мюссертом. Однак зростання впливу ультраправих партій в Нідерландах виявився недовговічним і змінився спадом вже до кінця 1930-х років.
Компартія і Революційна соціалістична партія повністю підтримали бунтівний екіпаж корабля. Ці партії пов'язували заколот з початком антиколоніальної революції. КПН на виборах 1933 року збільшила своє представітельство в парламенті до 4 чоловік, а РСП отримала 1 депутатське крісло. За списком комуністів у парламент пройшов індонезійський націоналіст Рустам Еффенді, — перший депутат з Голландської Ост-Індії.

### Німецька окупація: 1940
15 травня 1940, відразу ж після німецької окупації, Комуністична партія Нідерландів (КПН, назва з 1935 року) вирішила перейти на нелегальне становище. У липні 1940 року нацистські окупаційні власті заборонили КПН. Партія продовжувала працювати нелегально. Тоді вона діяла спільно з антісталіністской Революційної соціалістичної робочої партії (як тоді називалася РСП). У 1940 році обидві партії виступили проти антисемітських заходів окупаційного уряду. Компартія активно брала участь в русі опору. Під керівництвом комуністів був організований Рада опору (Raad van Verzet). Видавалася підпільна газета «De Waarheid» (Правда). Компартія була одним з організаторів лютневої страйку 1941 року, спрямованої проти антисемітської політики нацистів. За період боротьби проти фашистів загинуло понад половини членів компартії і майже весь склад Політбюро ЦК.

### «Холодна війна»: 1945

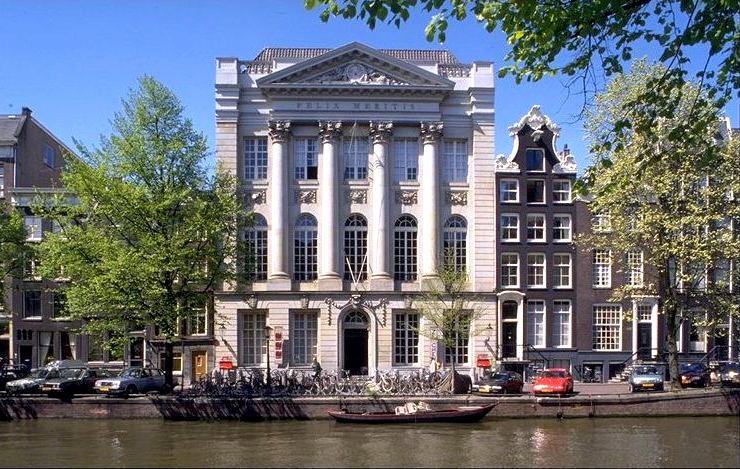
Фелікс Мерітіс на Кайзерсграхте в Амстердамі.

На перших повоєнних виборах, що проходили у травні 1946 року, компартія отримує 10,6% голосів і 10 місць у Другій палаті парламенту. Також вперше вона отримує місця у Першій палаті. Перемога на виборах безумовно пов'язана з роллю компартії в русі опору. Надалі полпулярность партії знижується. На виборах 1948 року партія втрачає 2 місця. Надалі цей процес триває — виборах 1959 року принесли комуністам 3 місця у Другій палаті.
У 1956 році компартія підтримує вторгнення радянських військ до Угорщини. Після вторгнення партійне бюро, що знаходиться в Фелікс Мерітіс в Амстердамі, піддалося нападу з боку супротивників вторгнення.
В цей же час всередині партії зростає невдоволення керівництвом на чолі Саулом де Гротом. У 1958 році «Брюггруп» (Bruggroep) залишає компартію в зв'язку з питань про діяльність комуністичного Єдиного профспілки (Eenheidsvakcentrale). Лідерами групи були герби Вагенаар і Хенк Горзак, відомі активісти Руху опору. Активісти «Брюггруп» створює нову організацію - Соціалістичну робітничу партію (СРП, Socialistische Werkerspartij). Після невдалих для СРП виборах 1959 року більшість її членів приєднується до Паціфістстской соціалістичної партії, що об'єднала багатьох колишніх членів КПН, Партії праці і інших лівих.
У 1945 і 1952 роках приймаються нові програми партії. У програмних документах розглядаються такі питання, як підтримка національно-визвольної боротьби в Індонезії, припинення гонки озброєнь і розробок ядерної зброї, ліквідація іноземних військових баз на території країни, повернення до політики нейтралітету, побудова народно-демократичної держави. У цей період відбувається ізоляція компартії з боку інших політичних партій. Беззастережна підтримка незалежності Голландської Індії призводить до ізоляції партії в парламенті. Жорстка позиція з багатьох питань, включаючи позицію проти НАТО і ЄЕС, заблокувало участь партії в парламентських комітетах з іноземних справ, оборони та ядерній енергетиці.
Конфлікт між керівниками Китаю і СРСР також відбивається на внутрішньому житті компартії. У 1964 році від неї відколюється маоїстська група під назвою Єдиний комуністичний рух Нідерландів (марксистсько-ленінська). У 1971 році з ЕКДН (м-л) виходить частина активістів, які створили організацію, що стала потім відомою як Соціалістична партія.

### «Нова орієнтація»: 1964
21-й з'їзд КПН (1964) прийняв резолюцію про «нову орієнтації політики партії». У 1966 році новим лідером партії стає Маркус Беккер. Де Грот стає почесним членів КПГ. «Нова орієнтація» стає ґрунтом для конфлікту між КПН і КПРС. Нідерландські комуністи засудили введення радянських військ до Чехословаччини в 1968 році. У 1969 році КПН відмовилася направити делегацію на міжнародну Нараду комуністичних і робітничих партій.
У цей же період комуністи завойовують більше місць у парламенті, ніж раніше. За підсумками виборів 1967 комуністи отримують 5 місць, 1971 — 6 місць, 1972 — 7 місць. Вибори 1977 року були відзначені жортскою боротьбою між соціал-демократами з Партії праці і християнськими демократами. Більшість виборців, які симпатизували КПН, віддали свої голоси за соціал-демократів. За підсумками цих виборів комуністи отримали всього 2 депутатських крісла. На загальних виборах 1981 року одним з основних питань було розміщення американської ядерної зброї в Нідерландах. Комуністи очолювали одну з груп, що займалися цією проблемою, — Комітет проти N-бомби. У березні 1978 року в Амстердамі відбувся міжнародний форум «Зупинити нейтронну бомбу!». Більше 1 мільйона голландців підписалися під вимогою про заборону цієї зброї масового знищення. За підсумками виборів 1981 року в парламент пройшло 3 комуніста.
У 1982 році у партії з'являється свій перший мер в невеликому містечку Беерта в провінції Гронінген. До парламентських виборів партія змінює своє керівництво. Новим лідером стає Іна Браувер. У цей період партія починається займатися такими питаннями, як фемінізм і права гомосексуалів. У відповідь на це частину пролетарсько-орієнтровані активістів намагається повернути компартію на старий курс. У 1983 році вони вийшли з КПН і сформували Лігу комуністів у Нідерландах (ЛКН, Verbond van Communisten In Nederland). У 1986 році КПН і ЛКН брали участь у загальних виборах, не отримавши жодного місця в парламенті.

### Розпуск партії: 1991
У 1989 році КПН об'єдналася з трьома іншими лівими організаціями: ПСП, зеленої Політичною партією радикалів і лівої християнської Євангельської народною партією, сформувавши партію «Зелені ліві». У 1991 році КПН була офіційно розпущена. ЛКН та члени компартії, що вийшли з неї у зв'язку з незгодою з новим курсом, об'єдналися в 1992 році в Нову комуністичну партію Нідерландів (Nieuwe Communistische Partij Nederland), яка існує досі.

## Партія

### Структура та органи
Вищим органом партії був з'їзд, а в проміжках між з'їздами — Центральний комітет (ЦК), який обирав для керівництва поточною роботою партії Президію ЦК. Центральним органом організації була газета «De Waarheid» (Правда). Також випускався теоретичний журнал «Politick en Cultuur».

### Керівники СДП/КПГ/КПН

#### Голови
- 1909-1925 — Давид Вайнкоп (David Wijnkoop)
- 1925-1935 — Луї де Віссер (Louis Leonardus Hendrikus de Visser)
- 1935-1944 — Ніколас Беземакер (Nicolaas Beuzemaker)
- 1944-1946 — вакантне
- 1946-1958 — Герб Вагенар (Gerben Wagenaar)
- 1958-1962 — вакантне
- 1962-1968 — Саул де Грот (Saul de Groot)
- 1968-1982 — Хенк Хукстра (Henk Hoekstra)
- 1982-1989 — Еллі Ізебауд (Elli Izeboud)
- 1989-1991 — Труус Дівендаль (Truus Divendal)

#### Політичні секретарі
- 1930-1938 — Корнеліс Схалкер (Cornelis Schalker)
- 1938-1962 — Саул де Грот (Saul de Groot)

### З'їзди
- 13-й з'їзд — 1946 рік;
- 14-й з'їзд — 26-28 грудня 1947 року, Амстердам;
- 15-й з'їзд — 25-28 лютого 1950 року, Роттердам;
- 16-й з'їзд — 22-25 листопада 1952 року, Амстердам;
- 17-й з'їзд — 9-11 квітня 1955 року, Амстердам;
- 18-й з'їзд — 5-7 жовтня 1956 року, Амстердам;
- 19-й з'їзд — 26-29 грудня 1958 року, Амстердам;
- 20-й з'їзд — 20-22 травня 1961 року, Амстердам;
- 21-й з'їзд — 28-30 березня 1964 року, Амстердам;
- 22-й з'їзд — 22-24 грудня 1967 року, Амстердам;
- 22-й з'їзд — 6-8 лютого 1970 року, Амстердам;
- 24-й з'їзд — 26-28 липня 1972 року, Амстердам;
- 25-й з'їзд — 1975 рік;
- 26-й з'їзд — 1978 рік;
- 27-й з'їзд — 1980 рік;
- 28-й з'їзд — 1982 рік;
- 29-й з'їзд — 1984 рік;
- 30-й з'їзд — 1985 рік;
- 31-й з'їзд — 1986 рік;
- 32-й з'їзд — 1989 рік;
- 32-й з'їзд — 1990 рік;
- 34-й з'їзд — 1991 рік (на ньому було прийнято рішення про розпуск партії).